# Bracknell Forest
Bracknell Forest är en enhetskommun i Berkshire i England, Storbritannien. Kommunen har 126 881 invånare (2022).
Kommunens största samhällen är Bracknell, Sandhurst och Crowthorne. Den delas in i sex civil parishes för visst lokalt självstyre:
- Binfield
- Bracknell
- Crowthorne
- Sandhurst
- Warfield
- Winkfield